# Kaffe med rån
Kaffe med rån är en roman av Catharina Ingelman-Sundberg och utkom i augusti 2012.
Boken behandlar äldreomsorgen och dess neddragningar. Boken har legat på topplistan i flera länder, inklusive flera första platser.

## Handling
På servicehemmet AB Diamanten bor Märtha, Snillet, Krattan, Stina och Anna-Greta. De sjunger i kör, ses på rummet och smuttar hjortronlikör i hemlighet, men för övrigt är tillvaron ganska långtråkig. Dålig mat, trist bemötande, ingen motion och allt hårdare besparingar. Föreståndaren, syster Barbro, anstränger sig inte i onödan för att de gamla ska få det drägligt. I stället flirtar hon med direktören - som är förtjust både i henne och i kostnadsnedskärningarna. Detta tycker inte "Pensionärsligan" om och därför bestämmer de sig för att göra saker som de aldrig gjort förr.
Märtha drar slutastsen att de skulle ha det mycket bättre i fängelse och de beslutar sig för att ett brott och se till att bli dömda. Gänget tar in på lyxhotell för att begå en kupp mot förmögna gäster.